# 续绳文时代
续绳文時代（続縄文時代/ぞくじょうもんじだい）从公元前3世纪持续到公元7世纪（弥生时代到古坟时代），主要集中在北海道，直到擦文文化的出现。因为续绳文时代有很多延续自绳文时代的元素，它被山内清男雄命为此名，意为“绳文时代的延续”。 

## 概要
在此之前，本州和北海道人民拥有相同的绳文文化，但当本州人开始大面积种植水稻并进入弥生时代时，也许是因为气候等原因，北海道的人们并没有耕种稻田，弥生文化也未能传播至北海道。北海道的文化与本州的弥生/古坟文化平行，前者是绳文文化的延续（即续绳文）。
在续绳文时代，北海道北部流入大量来自中国和萨哈林岛（库页岛）的产品和文化，同时西南部也流入大量来自本州的产品和文化。例如被认为来自北方的琥珀珠分布在从北海道到东北地方北部的地区，而被认为来自佐渡岛的碧玉珠的分布范围则远至石狩川河口。另一方面，后绳纹文化向北海道以外的地区扩张，传播至库页岛南部、东北地方以及千岛群岛。
从5世纪（古坟时代中期）开始，鄂霍次克文化从库页岛一直延伸到北海道鄂霍次克海沿岸，这与续绳文文化要有所区别。

## 脚注

### 注解
1. ↑  被称作“稻作中心史观”的思想，即人们因气候条件而无法接受和融入水稻种植，而无法完全摆脱绳文时代的状态。関口明「文化は北から南から」23ページ（田端宏・桑原真人・船津功・関口明『北海道の歴史』山川出版社　2003年3月）